# مسيحوية
المسيحوية هو مصطلح يُطلق على كيفية تحويل بعض أتباع الديانة المسيحية، ولا سيّما اليمين المسيحي في الولايات المتحدة، المسيحية إلى عقيدة سياسية فيستخدمونها سعيًا للسلطة السياسية. ويُستخدم المصطلح كي يُمَيَّزَ بين عموم المسيحيون - المؤمنين بالدين المسيحي - عن أولئك الذين يستخدمون المسيحية، وخاصةً الأصولية المسيحية، كدليل للسياسة ووسيلة للسلطة السياسية. المصطلح مماثل لمصطلح الإسلاموية، حيث يصف كلا المصطلحين أشكالًا من النشاط الاجتماعي والسياسي الذي يدعو إلى توجيه الحياة العامة والسياسية من خلال الدين أو تُرْشَدَ بالأحكام الدينية. غالبًا ما يُستخدم المصطلح بازدراء لوصف اليمين المسيحي في الولايات المتحدة.